# Hildegard Brom-Fischer
Hildegard Brom-Fischer (Coesfeld, 16 juli 1908 – Utrecht, 22 april 2001) was een katholieke textielkunstenares, opgeleid in Duitsland, maar vanaf 1931 werkzaam in Nederland. Zij is de belangrijkste representant van de zogenaamde Duitse school.

## Biografie
Hildegard Maria Margarete Fischer werd in Coesfeld geboren op 16 juli 1908. Van 1927 tot 1931 volgde zij haar opleiding aan de Werkkunstschule te Münster. Al tijdens haar studie kreeg zij opdrachten voor kerkelijk borduurwerk, samen met haar medestudente Lotte Bach (1908-1997). In de tweede helft van de jaren twintig kwamen er verscheidene Duitse naaldkunstenaressen naar Nederland, onder wie Joanna Wichmann, Hildegard Michaelis en Trude Benning. Hun werk werd enthousiast ontvangen, vooral door traditionalistische architecten, die gelijke uitgangspunten hanteerden. In 1931 vestigde ook Hildegard Fischer zich in Nederland. Haar werd de leiding aangeboden over het paramentenatelier van het Amsterdamse Sint-Bernulphushuis, opgericht door Jan Eloy en Leo Brom. Aanleiding was de expositie van haar werk op de Katholikentag Münster van datzelfde jaar. Samen met de emailkunstenares Joanna Brom leidde zij dit atelier voor christelijke kunst en kunstnijverheid tot de opheffing in 1933. Fischer huwde in 1933 met Jan Eloy Brom (1891-1954) en vestigde zich in de thuisplaats van de Edelsmidse Brom: Utrecht. Zij overleed hier op 22 april 2001 en werd bij haar man op Sint Barbara begraven.

## Stijl
De menselijke figuren in het werk van Fischer zijn slank en elegant, met grote handen, voeten en hoofden. Zij maken daardoor soms een kinderlijke indruk. In kapitalen weergegeven teksten maken onderdeel uit van de compositie. Fischer combineerde applicaties van stoffen, die soms door haarzelf geweven werden, met zijdeborduurwerk.
In de loop der tijd werd het werk van Hildegard Fischer schilderachtiger. Belangrijk motief bij Fischer werd de levensboom. Bloemen, vruchten en vogels zijn verwerkt in de takken, tekstbanden weven zich erdoor. Haar werk is zeer verfijnd en munt uit door de aandacht voor het detail. De huidpartijen zijn vaak uitgevoerd in fijn naaldweefwerk, goud- en zilverleer, pailletten en kralen geven glans aan het werk.
Fischer is een van de weinige kunstenaressen die hun werk signeerden en dateerden. Een geborduurd visje, verwijzend naar haar achternaam, vergezeld door haar monogram (HBF) en het jaartal van voltooiing, is op al haar belangrijke werken aangebracht.

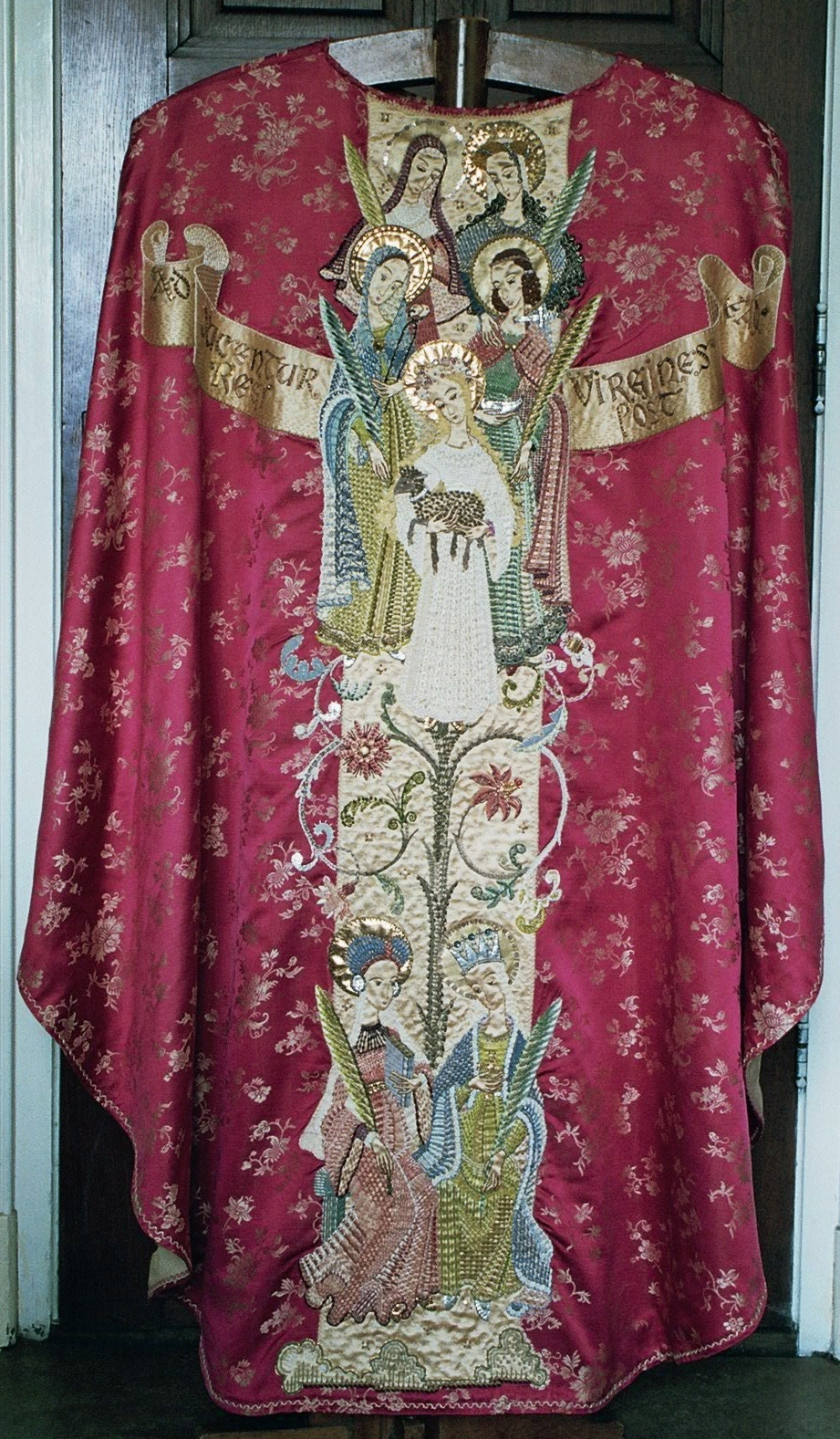
Kazuifel (1955)
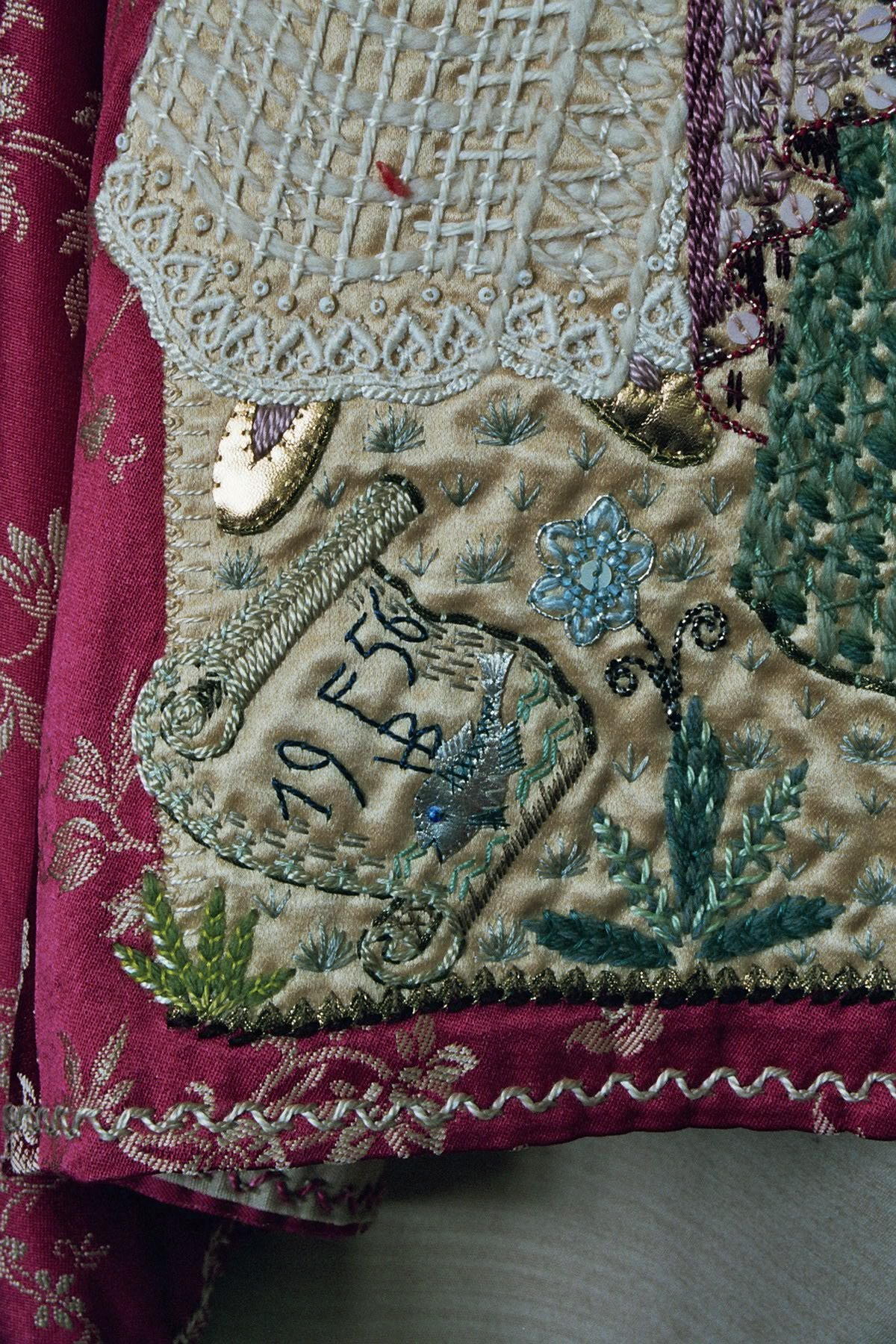
Detail borduurwerk Hildegard Brom-Fischer met monogram en jaar (1956)
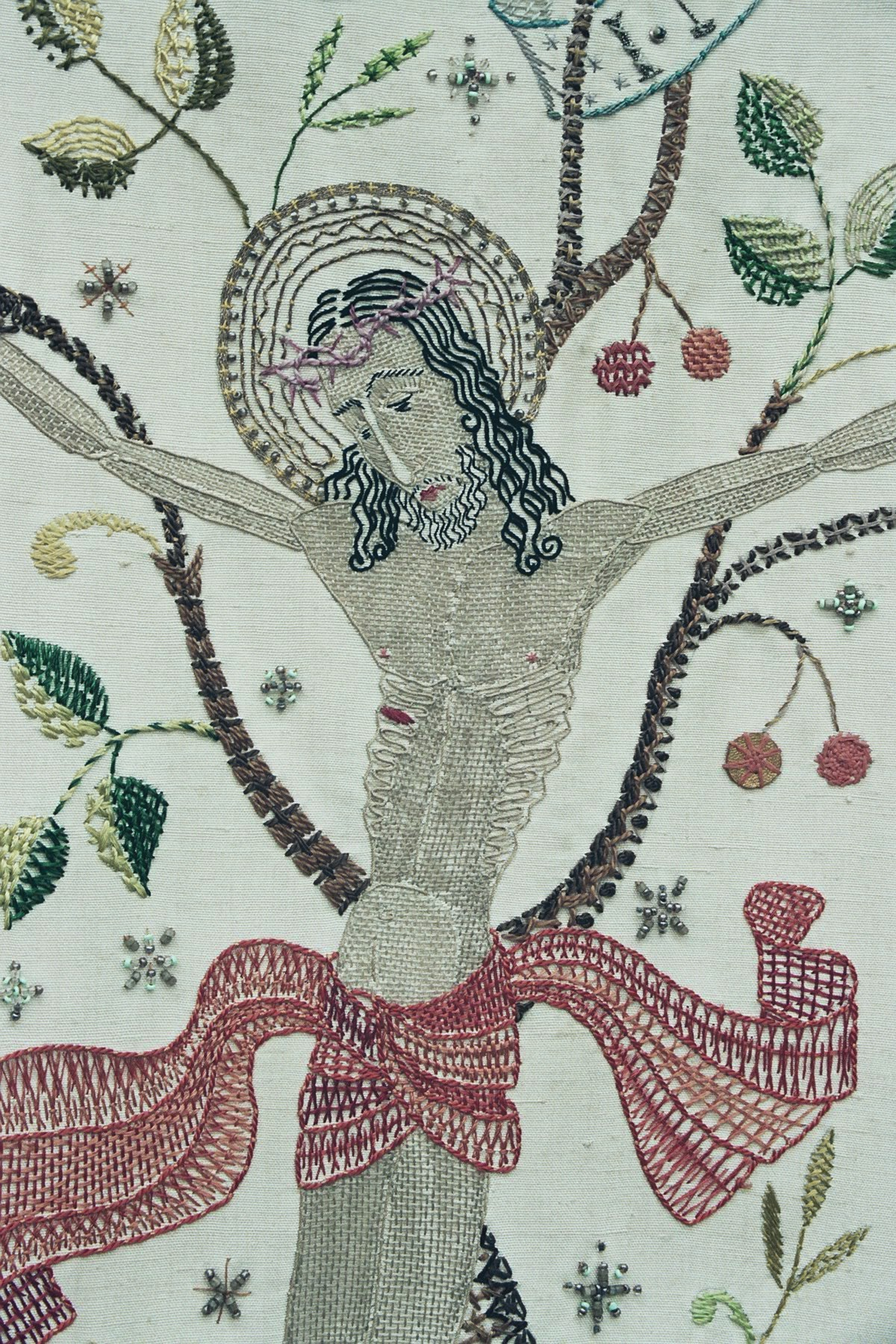
Detail kazuifel met gekruisigde Christus aan levensboom (1944)

## Waardering
Fischers werk viel in Nederland onmiddellijk in de smaak met de "volksche, frissche en toch zoo nieuwe vormgeving" en werd omschreven als "geestig van teekening, origineel van techniek en fraai van kleur". In 1933 werd haar werk bekroond met een Grand prix op de Vijfde Internationale Kunsttentoonstelling te Milaan en in 1937 met een Diplôme d’honneur op de Wereldtentoonstelling te Parijs. Borduurwerk van Hildegard Fischer werd al voor 1934 opgenomen in het Museum van Nieuwe Religieuze Kunst te Utrecht, nu Museum Catharijneconvent.
De Duitse school werd echter niet door iedereen gewaardeerd; het borduurwerk werd door sommigen als te vrouwelijk, te verfijnd voor de kleding van een priester ervaren, zij vroegen om meer "krachtig mannelijk werk". Het tijdschrift L’Artisan et les Arts liturgiques van 1947 beschreef haar werk bijvoorbeeld als "un peu gracile et même grêle": wat tenger en zelfs schriel, voor gewaden die majestueus dienden te zijn. Desondanks had Fischer volop werk tot ver in de jaren zestig. Van alle zelfstandige borduursters heeft zij de meeste waardering gekregen en de grootste productie gemaakt.